# Elecciones generales de los Países Bajos de 2003
Las elecciones generales de los Países Bajos de 2003 se celebraron anticipadamente el miércoles 22 de enero de 2003 para renovar los 150 escaños de la Segunda Cámara de los Estados Generales.
- Datos: Q2165748
- Multimedia: Dutch general elections 2003 / Q2165748